# Federico Fagioli
Federico Fagioli (Quilmes, Buenos Aires, Argentina; 27 de marzo de 1991) es un político argentino, referente del Frente Patria Grande, integrante del Frente de Todos, presidente del Partido Izquierda Popular, referente de la CTEP/UTEP. Desde el 10 de diciembre de 2019, se desempeña como diputado Nacional por la Provincia de Buenos Aires.
En su rol de dirigente de la CTEP/UTEP construye, organiza y conduce las diferentes reivindicaciones de los/as Trabajadores de la Economía Popular, creando ferias, proyectos productivos, cooperativas, escuelas de oficios, etc.

## Militancia por la tierra y la vivienda
Comenzó a militar en las diferentes villas de Capital Federal, donde junto a otros líderes  barriales crearon la Corriente Villera Independiente, un instrumento político para la lucha por la urbanización  de las villas de la Ciudad Autónoma de Buenos Aires. Continuó organizando junto a cientos de militantes centros de día, salas de salud, jardines comunitarios y muchos otros espacios para la comunidad. Federico Fagioli organizó y participó de una de las acciones más importantes para el movimiento villero, de gran impacto político: la instalación de la Carpa Villera en huelga de hambre en el obelisco. Luego de varias semanas de conflicto, se lograron conquistar relevantes reivindicaciones para todas las villas.
En la Provincia de Buenos Aires, junto a otros militantes, construyó en los municipios del conurbano espacios organizativos que despliegan múltiples iniciativas para hacer frente las condiciones de exclusión y hambre.
En 2014 inauguró un  comedor en un predio abandonado del municipio de Almirante Brown, que se encontraba abandonado y era una zona liberada para personas y grupos que delinquían. Con la colaboración de los vecinos lograron construir el “Barrio Pueblo Unido”.
Participó activamente en el Relevamiento Nacional de Barrios Populares (RENABAP) y en la lucha por la aprobación de la ley “Régimen de Regularización Dominial para la Integración Socio Urbana” que, entre otras cosas, pretende mejorar la infraestructura de los más de 4500 barrios populares y que se pueda acceder a la propiedad de las viviendas.

## Actividad partidaria
El 16 de diciembre de 2016  junto a otros referentes políticos de diferentes movimientos sociales, fundó el partido Izquierda Popular con el objetivo de "construir un nuevo proyecto político que levante los programas históricos del pueblo para conquistar la verdadera independencia". En su gestión llevo acabo la ley que posibilitó poner en marcha iniciativas como la Oficina  de Información al Consumidor (OMIC), el Programa Médicos de Cabecera para Niños y Adultos, el Programa de Producción de Medicamentos, la Oficina de Desarrollo Económico de barrios Populares, la Oficina de ayuda a la Mujer.
El 27 de octubre de 2018, en la ciudad de Mar de Plata integrando el Movimiento Popular La Dignidad fundó junto a otros referentes políticos el Frente Patria Grande con el objetivo de aportar –en un frente electoral más amplio y opositor al gobierno de Mauricio Macri–  "las reivindicaciones, la experiencia y la lucha de los movimientos sociales, los trabajadores de la Economía popular y la juventud". A través de estas herramientas ocuparía un lugar en el parlamento e iría tomando distancia  gradualmente hasta su definitivo alejamiento del Movimiento Popular la Dignidad. Posteriormente junto a otros dirigentes sociales fundaría en Movimiento Nuestra América.

## Actividad parlamentaria
Actualmente como diputado Nacional por la provincia de Buenos Aires se encuentra elaborando proyectos e iniciativas que "incorporan las reivindicaciones históricas de los movimientos sociales."
Formó parte de la comitiva argentina enviada por el Congreso Nacional a Colombia Iván Duque donde denunció junto a otros parlamentarios argentinos graves violaciones a los derechos humanos entre ellos más de dos decenas de muertos y torturas manifestantes detenidos. durante el gobierno de Iván Duque habían sido asesinados alrededor de 843 líderes sociales, activistas por los derechos indígenas, activistas ambientales etc.